# Concierto para violín (Chaikovski)

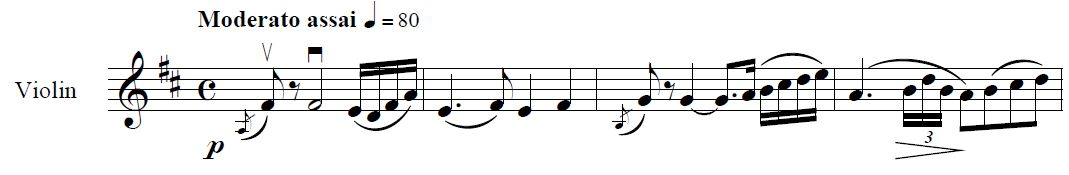
Fragmento de la partitura.

El Concierto para violín en re Mayor, Op. 35, compuesto por Piotr Ilich Chaikovski en 1878, es una obra de la época romántica y uno de los conciertos para violín más populares. También está considerado como uno de los más difíciles para ese instrumento.

## Historia
Fue escrito en marzo de 1878 en Clarens, lugar vacacional de Suiza a las orillas del lago Lemán. Allí había ido Chaikovski para recuperarse de la depresión por su desastroso matrimonio con Antonina Miliukova, estado que le había llevado a un intento de suicidio. Chaikovski acababa de terminar su Sinfonía n.º 4 y su ópera Eugenio Oneguin.
Estaba trabajando en su Sonata para piano en sol mayor, pero no encontraba la inspiración suficiente. Se le unió allí su alumno de composición, el violinista Iósif Kotek, que había estado en Berlín para estudiar violín con Joseph Joachim. Los dos tocaron juntos obras para violín y piano, incluido un arreglo para violín y piano de la Sinfonía española de Édouard Lalo, que es posible que hubiesen interpretado durante el día posterior a la llegada de Kotek. Esta obra pudo haber sido el catalizador para la composición del concierto.
Chaikovski escribió a su patrona Nadezhda von Meck: 
'[La Sinfonía española] tiene mucha frescura, ligereza, ritmos picantes y melodías hermosas excelentemente armonizadas... Él [Lalo], al igual que Léo Delibes y Bizet, no busca la profundidad, pero evita cuidadosamente la rutina, busca nuevas formas y piensa más en la belleza musical que en observar las tradiciones establecidas, como hacen los alemanes'. El dr. David Brown, autoridad sobre Tchaikovski, escribió que Tchaikovski 'casi podría haber estado escribiendo la prescripción para el concierto para violín que él mismo estaba a punto de componer'.
Chaikovski interrumpió la creación de la sonata y comenzó la creación del concierto para violín, asesorado para la composición de la parte solista por Kotek. Hizo rápidos progresos - esbozó la obra en 11 días y la terminó en dos semanas más -, y el concierto estuvo finalizado en un mes, si bien el movimiento central fue revisado completamente (Kotek y el hermano menor de Chaikovski, Modest, lo consideraron flojo, una versión del movimiento original se conserva como la primera de las tres piezas para violín y piano, Souvenir d'un lieu cher).
Kotek no tenía aún el suficiente prestigio como para estrenar la obra, así que Chaikovski inicialmente ofreció el estreno a Leopold Auer, y acordó dedicárselo a él. Auer lo rechazó, empero, argumentando que la obra era intocable (tal como Nikolái Rubinstein rechazó su Concierto para piano n.º 1, sin embargo, Auer tocó posteriormente la obra), lo que significó que el estreno planeado para marzo de 1879 fuese cancelado y que se buscó otro nuevo solista. El estreno finalmente estuvo a cargo de Adolf Brodsky (Chaikovski cambió la dedicatoria hacia él) el 4 de diciembre de 1881, en Viena, Austria bajo la dirección de Hans Richter, pero con poco ensayo y pobremente acompañado. La reacción de la crítica fue mixta, y la obra ciertamente no fue recibida como la obra maestra que es considerada hoy. El influyente crítico Eduard Hanslick lo llamó "largo y pretencioso" y dijo que el mismo "nos puso cara a cara con la repugnante idea que la música puede existir para heder al oído."

## Movimientos
Como muchos conciertos, la obra tiene tres movimientos: el primero y el último, rápidos; el segundo, lento:
- Allegro moderato
- Canzonetta: Andante
- Allegro vivacissimo

Chaikovski escribió sólo un concierto para violín, pero escribió otros conciertos, todos para piano, siendo su Concierto para piano n.º 1 el más conocido sin duda.
La orquesta está formada por dos flautas, dos oboes, dos clarinetes en la y si bemol,  dos fagotes, cuatro trompas, dos trompetas, timbales y cuerdas.
Existe un arreglo para violín y piano del propio Chaikovski de marzo de 1878.

## Crítica
Así vio Ellie Anne Duque, musicóloga, el Concierto:
"El Concierto en re para violín y orquesta de Chaikovski deja dos impresiones imborrables: la del virtuosismo inherente a su factura y la de la belleza de sus melodías. Curiosamente, estos mismos elementos fueron motivo de controversia acerca de los méritos del concierto poco después de su estreno en 1881.
Hubo solistas que lo rechazaron por considerar que la técnica requerida para su ejecución constituía un atropello al instrumento (caso de Leopold Auer a quien el compositor dedicó la obra originalmente) y hubo críticos que cuestionaron la validez de todo su contenido. Estos últimos, acostumbrados al pensamiento musical, complejo en su estructura, de los conciertos de Beethoven y Brahms tuvieron dificultades en adaptarse al lenguaje directo de Chaikovski, inspirado en el gusto por el sonido brillante, las oleadas de emoción y cierto toque rústico en la forma.
Chaikovski, pianista de formación, escribió su primera obra para violín solo en 1875, la Serenata melancólica, dedicada a Leopold Auer. La Serenata preconiza el ambiente del Concierto, el cual fue concebido en Suiza, durante una estadía de Chaikovski en Clarens, en la primavera de 1878. Para esta versión del concierto, el compositor pensó en un movimiento lento convencional que luego reemplazó por la Canzonetta actual.
Para esta época, el compositor se reponía anímicamente de un matrimonio breve y traumático, pero gozaba del patrocinio generoso de Nadezhda von Meck, una mujer adinerada quien nunca conoció a Chaikovski, pero cuyo apoyo generoso permitió al compositor vivir cómodamente de la composición durante muchos años.
El Allegro moderato acusa dimensiones y formas clásicas. Se inicia con una introducción breve, de carácter lírico en donde apenas se intuyen las melodías que componen el resto del movimiento; no es una introducción dramática, pues el solista la completa con un pasaje cadencioso y ornamental. Desde este momento en adelante, se suceden diversas melodías unidas en torno al hilo formal generado por los cambios de dirección anímica. El segundo movimiento se inicia con gestos un tanto severos. Aunque descrito como una Canzonetta, se asemeja más a un coral que a una canción ligera, por su escritura homofónica y movimiento pausado. Se inicia con un pasaje en acordes ejecutado por las maderas acompañadas por las trompas. Luego el solista entona una melodía de carácter tradicional ruso con un acompañamiento sencillo. Debido a su corta duración y su ambiente relativamente tranquilo, la Canzonetta sirve como puente entre el primer y el tercer movimiento, inspirado este último en temas rusos tradicionales que se prestan para ser desarrollados mediante variaciones múltiples en la orquestación, el ritmo y la melodía misma. El movimiento final cierra todo el concierto con broches de energía y brillo.

## Interpretaciones
Algunas interpretaciones que deben considerarse por haber sido aclamadas por la prensa especializada y obtenido grandes premios son:
- Maxim Vengerov con la Orquesta Filarmónica de Berlín, dirigida por Claudio Abbado.
- David Oistrakh con la Orquesta de la Radio de la URSS, dirigida por Kiril Kondrashin.
- Jascha Heifetz con la Orquesta Sinfónica de Chicago, dirigida por Fritz Reiner.
- Vadim Repin con la Orquesta Sinfónica de Londres, dirigida por Emmanuel Krivine.
- Itzhak Perlman con la Orquesta de Filadelfia, dirigida por Eugene Ormandy.
- Sarah Chang con la Orquesta Sinfónica de Montreal, dirigida por Charles Dutoit.
- Eduardo Hernández Asiain con la Long Beach Symphony Orchestra.[4]
- Janine Jansen con la Mahler Chamber Orchestra, dirigida por Daniel Harding.
- Pinchas Zukerman con la Orquesta Sinfónica de Londres; dirigida por Antal Doráti en 1969.
- Hilary Hahn con la hr-Sinfonieorchester dirigida por Andrés Orozco-Estrada en 2023.